# Internationale Valutafond
 "IMF" omdirigeres hertil. IMF kan også stå for Institut for Matematiske Fag. 
Den Internationale Valutafond (engelsk: The International Monetary Fund (IMF)) er en international organisation, der er ansvarlig for at styre det globale finanssystem og for at låne penge til sine medlemslande for at afhjælpe problemer med underskud på betalingsbalancen. Indsatsen rettes især mod lande i svære økonomiske problemer. Til gengæld for lånet forpligter landene sig til at iværksætte reformer.
Den Internationale Valutafond har 188 medlemslande.
IMFs hovedkvarter ligger i Washington, D.C..

## Organisation og formål
IMF har pr. 2014 188 medlemslande (det 188. medlemsland var Sydsudan, som blev medlem af IMF i april 2012). Organisationen arbejder for at sikre "international finansiel stabilitet og monetært samarbejde, facilitere international handel, fremme høj beskæftigelse og bæredygtig økonomisk vækst samt reducere fattigdom".

## Historie
Under den verdensomspændende depression i 1930’erne brød den internationale samhandel nærmest sammen, da de fleste vestlige lande indførte handelsrestriktioner som toldbarrierer og importkvoter og begrænsede deres borgeres muligheder for at eje udenlandsk valuta. Ved Bretton Woods-mødet i 1944, hvor 45 lande mødtes for at aftale rammerne for et kommende internationalt økonomisk samarbejde efter 2. verdenskrig, blev det derfor blandt andet besluttet at oprette IMF. Den formelle oprettelse skete året efter, og IMF havde fra starten 29 medlemslande. Organisationen skulle overvåge det internationale monetære system, sikre stabile valutakurser og tilskynde medlemslandene til at fjerne valutarestriktioner og andre tiltag, der forhindrede frihandel. 
Indtil 1971 var det derfor en vigtig opgave for IMF at forsøge at opretholde det gældende fastkurssystem. Da USA gik fra guldet i 1971, brød dette Bretton Woods-system imidlertid sammen, og valutakurserne mellem f.eks. USA og  de største vesteuropæiske valutaer har siden været flydende. IMF’s opgave er derfor også skiftet. I dag opfatter organisationen det som sin hovedopgave at styrke den globale finansielle stabilitet. Det sker ved at rådgive regeringer og centralbanker, skabe forskning og international statistik, give lån til medlemslande i økonomiske vanskeligheder og yde teknisk assistance og oplæring for at hjælpe medlemslandene med at forbedre deres økonomier.

## Ledelse
Den ledende direktør, der står i spidsen for IMF, kommer traditionelt fra Europa, mens formanden for Verdensbanken kommer fra USA.
| Direktører for Den Internationale Valutafond | Direktører for Den Internationale Valutafond | Direktører for Den Internationale Valutafond | Direktører for Den Internationale Valutafond |
| Navn                                         | Tiltrådt                                     | Fratrådt                                     | Land                                         |
| -------------------------------------------- | -------------------------------------------- | -------------------------------------------- | -------------------------------------------- |
| Camille Gutt                                 | 6. maj 1946                                  | 5. maj 1951                                  | Belgien                                      |
| Ivar Rooth                                   | 3. august 1951                               | 3. oktober 1956                              | Sverige                                      |
| Per Jacobsson                                | 21. november 1956                            | 5. maj 1963                                  | Sverige                                      |
| Pierre-Paul Schweitzer                       | 1. september 1963                            | 31. august 1973                              | Frankrig                                     |
| Johannes Witteveen                           | 1. september 1973                            | 16. juni 1978                                | Holland                                      |
| Jacques de Larosière                         | 17. juni 1978                                | 15. januar 1987                              | Frankrig                                     |
| Michel Camdessus                             | 16. januar 1987                              | 14. februar 2000                             | Frankrig                                     |
| Horst Köhler                                 | 1. maj 2000                                  | 4. marts 2004                                | Tyskland                                     |
| Rodrigo Rato                                 | 7. juni 2004                                 | 31. oktober 2007                             | Spanien                                      |
| Dominique Strauss-Kahn                       | 1. november 2007                             | 27. juni 2011                                | Frankrig                                     |
| Christine Lagarde                            | 28. juni 2011                                | 12. september 2019                           | Frankrig                                     |
| Kristalina Georgieva                         | 1. oktober 2019                              |                                              | Bulgarien                                    |